# Lokomotiw Erywań
Lokomotiw Erywań (orm. Լոկոմոտիվ Երևան; ang. FC Lokomotiv Yerevan) – ormiański klub piłkarski, mający siedzibę w stolicy kraju, mieście Erywań. Obecnie występuje w pierwszej lidze.

## Historia
Chronologia nazw:
- 1945: Lokomotiw Erywań (orm. Լոկոմոտիվ Երևան)
- 198?: klub rozwiązano
- 2002: Lokomotiw Erywań
- 2005: klub rozwiązano
- 2018: Lokomotiw Erywań

Klub Piłkarski Lokomotiw Erywań został założony w 1945 w miejscowości Erywań. Reprezentował miejscowy Wydział Zakaukaskiej Kolei Państwowej. Ponad 40 sezonów grał w mistrzostwach Armeńskiej SRR. W 1963 zdobył mistrzostwo Republiki. W końcu lat 80. XX wieku klub został rozwiązany.
W 2002 klub został reaktywowany i startował w pierwszej lidze Armenii. Debiutowy sezon zakończył na 9.miejscu, w 2003 był czwartym, tuż za podium. W sezonie 2004, w którym uplasował się na 11.pozycji, klub przeżywał ogromne kłopoty finansowe, co doprowadziło go do późniejszego rozwiązania na początku 2005.
W kwietniu 2018 roku ogłoszono, że Lokomotiw powróci do profesjonalnej piłki nożnej, planując wzięcie udziału w mistrzostwach pierwszej ligi w sezonie 2018/19. 1 maja 2018 klub rozegrał mecz towarzyski, pokonując Ararat-2 Erywań 2-1.

## Barwy klubowe i strój
| Czerwony | Biały |

Klub ma barwy czerwono-białe, które były głównymi kolorami Towarzystwa Sportowego Lokomotiw. Piłkarze domowe spotkania zazwyczaj grają w czerwonych koszulkach, czerwonych spodenkach oraz czerwonych getrach. Na wyjeździe korzystają z białego stroju.

## Sukcesy

### Trofea międzynarodowe
Nie uczestniczył w rozgrywkach europejskich (stan na 31-05-2018).

### Trofea krajowe
| \| \| Zdobyte trofea w rozgrywkach Armenii (stan na: 31-05-2018) \| |                                                            |      |          |
| Rozgrywki                                                           | Osiągnięcie                                                | Razy | Sezon(y) |
| Mistrzostwo                                                         | I miejsce                                                  | 0    |          |
| Mistrzostwo                                                         | II miejsce                                                 | 0    |          |
| Mistrzostwo                                                         | III miejsce                                                | 0    |          |
| II liga                                                             | I miejsce                                                  | 0    |          |
| II liga                                                             | II miejsce                                                 | 0    |          |
| II liga                                                             | III miejsce                                                | 0    |          |
| II liga                                                             | 4.miejsce                                                  | 2003 |          |
| Armenia                                                             | Zdobyte trofea w rozgrywkach Armenii (stan na: 31-05-2018) |      |          |

- Mistrzostwa Armeńskiej SRR:
  - mistrz (1): 1963
  - wicemistrz (2): 1949, 1962
  - 3.miejsce (2): 1947, 1961

## Poszczególne sezony

### Rozgrywki międzynarodowe

#### Europejskie puchary
Nie uczestniczył w rozgrywkach europejskich (stan na 31-05-2018).

### Rozgrywki krajowe
| \| Armenia \| Bilans występów klubu Lokomotiv Erywań w rozgrywkach piłkarskich Armenii (Stan na 31 maja 2018 r.) \| \| | |        |       |    |    |    |     |     |     |         |        |        |       |
| Poziom | Rozgrywki                                                                                          | Sezony | Mecze | Z  | R  | P  | B+  | B–  | Pkt | Lata    | Awanse | Spadki | Naj.  |
| II | Araczin chumb                                                                                      | 3      | 82    | 60 | 13 | 39 | 107 | 162 | 103 | od 2002 | 0      | 0      | 4     |
| | Puchar                                                                                             | 4      |       |    |    |    |     |     |     | od 2002 | 0      | 0      | 1/8 f |
| Armenia | Bilans występów klubu Lokomotiv Erywań w rozgrywkach piłkarskich Armenii (Stan na 31 maja 2018 r.) |        |       |    |    |    |     |     |     |         |        |        |       |

## Trenerzy
| Lp. | Imię i nazwisko   | Okres urzędowania | Okres urzędowania |
| --- | ----------------- | ----------------- | ----------------- |
| 1.  | Wahe Geworgian    | 01.04.2018        | 15.12.2018        |
| 2.  | Anatolij Piskoweć | 15.12.2018        | obecnie           |

## Struktura klubu

### Stadion
Klub rozgrywa swoje mecze domowe na stadionie Mika w Erywaniu, który może pomieścić 7250 widzów i został wybudowany w 2008.

### Inne sekcje
Klub prowadzi drużyny dla dzieci i młodzieży w każdym wieku.

## Kibice i rywalizacja z innymi klubami

### Rywalizacja
Największymi rywalami klubu są inne zespoły ze stolicy.

### Derby
- Alaszkert Erywań
- Ararat Erywań
- Ararat-Armenia Erywań
- Bananc Erywań
- Erebuni Erywań
- Jerewan FA
- Piunik Erywań